# Kokořín
Kokořín är en ort i Tjeckien.   Den ligger i regionen Mellersta Böhmen, i den centrala delen av landet, 40 km norr om huvudstaden Prag. Kokořín ligger 333 meter över havet och antalet invånare är 378.
Terrängen runt Kokořín är lite kuperad.Runt Kokořín är det ganska glesbefolkat, med 38 invånare per kvadratkilometer. Närmaste större samhälle är Mělník, 11,0 km sydväst om Kokořín. Trakten runt Kokořín består till största delen av jordbruksmark.